# 서울온라인학교
서울온라인학교는 서울특별시 성동구에 있는 공립 각종학교이다.

## 연혁
- 2025년 3월 1일 : 이전한 옛 덕수고등학교 자리에 개교[1]